# Баре
Баре e технически прийом при свиренето на китара и някои други струнни музикални инструменти. Представлява притискането с един пръст – в повечето случаи пръст според китарната терминология (показалец), на две или повече струни към грифа. Баретата биват два вида: големи (или още наричани цели) и малки. При пълното баре се притискат всички струни или всички без една, докато при частичното баре се притискат няколко струни, но не всички. Пълното баре е една от най-необходимите и най-често използвани техники при свиренето на китара. Пълното баре предоставя фигури, които могат да се изпълнят на всички позиции на грифа без да променят типа на акорда, а само основният му тон. Това дава възможност, тези акорди да се използват за траспониране на дадена мелодия или музикално произведение от една тоналност в друга.
Техниката баре е трябва да се упражнява в ранните периоди на обучение по китара, тъй като без познаване на тази техника е невъзможно да се свирят повечето акорди. При стандарна настройка на инструмента (E-B-G-D-A-E) най-използваните форми на акорди като E maj, E min, A maj, A min, D maj, Dmin, C maj, G maj и др. могат да бъдат изпълнявани без използването на баре – тези акорди са известни като отворени акорди. Най-използваните форми на множество акорди се свирят с баре. Сред тях са акорди като F maj, F min, F # m maj, F # min, G min, G # min, B maj, B min, C min, C # min, D # и множество други. .

## Техника
При изпълняване на баре свирещият поставя първи пръст на съответната позиция на грифа, като пръстът трябва да е по-близо до следващото прагче. Пръстът не трябва да притиска струните с изцяло вътрешната страна на пръста, а с частта на пръста между вътрашната страна и външната страна, гледаща към палеца. При правилно изпълнение на техниката пръстът е закръглен, т.е. леко присвит.
Музикална нотация
В нотни текстове и таблатури голямото баре обичайно се отбелязва с хоризонтална пунктирана линия. Често разширение на нотацията римска цифра над петолинието, показваща позицията на грифа (номера на прагчето), на което барето трябва да бъде изсвирено, предхождана от буквата C или B (например BVII, CII). За малки барета се отбелязват отделните позиции на всеки пръст.